# Cressy (Seine-Maritime)
Cressy település Franciaországban, Seine-Maritime megyében. Lakosainak száma 295 fő (2018. január 1.). Cressy Auffay, Cropus, Saint-Hellier és Sévis községekkel határos.

## Népesség
A település népességének változása:
| Lakosok száma | 279  | 281  | 284  | 284  | 295  |
|               | 2013 | 2015 | 2016 | 2017 | 2018 |